# Pedro Acedo Penco
Pedro Acedo Penco, né le 1er février 1956 à Hornachos, est un homme politique espagnol, membre du PP ; il a été maire de Mérida de 1995 à 2007.

## Biographie

### Vie privée
Pedro Acedo est père de deux enfants.

### Profession
Pedro Acedo est technicien en publicité ainsi que directeur de radio. Il possède une entreprise en communication.

### Activités politiques
Pedro Acedo est maire de Mérida de 1995 à 2007, sénateur de 2011 à 2016 et en 2019, et député national de 2016 à 2019. Il est également député à l'Assemblée d'Estrémadure de 1991 à 1999.